# Zhu (Familienname)
Zhu ist ein chinesischer Familienname.

## Namensträger
- Zhu (Sun Xiu) († 265), Kaiserin der Wu-Dynastie
- Amy Zhu (* 1994), US-amerikanische Tennisspielerin
- Zhu Benqiang (* 1979), chinesischer Tennisspieler
- Zhu Chen (* 1976), chinesische Schachspielerin
- Zhu Chenghu (* 1952), chinesischer General
- Zhu Chenjie (* 2000), chinesischer Fußballspieler
- Zhu Da (1625–1705), chinesischer Maler und Kalligraf
- David Zhu (* 1990), chinesischer Automobilrennfahrer
- Zhu De (1886–1976), chinesisxcher Marschall und Politiker
- Zhu Dequn (1920–2014), chinesischer Maler
- Zhu Di (1360–1424), Kaiser der Ming-Dynastie, siehe Yongle
- Zhu Dianfa (* 1964), chinesischer Skilangläufer
- Evan Zhu (* 1998), US-amerikanischer Tennisspieler
- Feng Zhu, US-amerikanischer Concept Designer
- Zhu Fei (* 1971), chinesischer Mikrobiologe
- Zhu Feng (* 1978), chinesischer Badmintonspieler
- Zhu Guanghu (* 1949), chinesischer Fußballtrainer
- Zhu Guo (* 1985), chinesischer Taekwondoin
- Zhu Hengjun (* 1987), chinesischer Leichtathlet
- Zhu Hongjun (* 1981), chinesischer Geher
- Zhu Huaicheng (* 1962), chinesischer Paläopalynologe und Stratigraph
- Zhu Jianhua (Politiker) (1893–1963), Politiker der Republik China (Taiwan)
- Zhu Jianhua (Germanist)  (* 1956), chinesischer Germanist
- Zhu Jianhua (Leichtathlet) (* 1963), chinesischer Hochspringer
- Zhu Jiner (* 2002), chinesische Schachspielerin
- Zhu Jingjing (* 1985), chinesische Badmintonspielerin
- Joseph Zhu Baoyu (1921–2020), chinesischer Geistlicher, Bischofvon Nanyang
- Zhu Jun (* 1984), chinesischer Fechter
- Zhu Junsheng (1788–1858), chinesischer Phonologe und Sprachwissenschaftler
- Zhu Junying (* 2004), chinesische Sprinterin
- Zhu Lin (* 1984), chinesische Badmintonspielerin
- Zhu Lin (Tennisspielerin) (* 1994), chinesische Tennisspielerin
- Zhu Linfeng (* 1996), chinesischer Tischtennisspieler
- Zhu Lingdi (* 1993), chinesische Beachvolleyballspielerin
- Zhu Mingsheng (1950–2010), chinesischer Zoologe
- Zhu Naizheng (1935–2013), chinesischer Kalligraf
- Zhu Qianwei (* 1990), chinesische SChwimmerin
- Zhu Qinan (* 1984), chinesischer Sportschütze
- Zhu Renxue (* 1991), chinesischer Langstreckenläufer
- Zhu Rongji (* 1928), chinesischer Politiker
- Shao Fan Zhu, chinesischer Wushu-Kämpfer und -Trainer
- Zhu Shenglong (* 2000), chinesischer Hürdenläufer
- Shengze Zhu (* 1987), chinesische Kunstschaffende und Filmemacherin
- Zhu Shijie (1260–1320), chinesischer Mathematiker
- Zhu Shilin (1899–1967), chinesischer Regisseur
- Zhu Shujing (* 1985), chinesischer Leichtathlet
- Zhu Ting (Fußballspieler) (* 1985), chinesischer Fußballspieler
- Zhu Ting (Volleyballspielerin) (* 1994), chinesische Volleyballspielerin
- Zhu Weilie (* 1941), chinesischer Arabist
- Zhu Wen (Militär) (852–912), chinesischer Militär und Kaiser (spätere Liang-Dynastie)
- Zhu Wen (Regisseur) (* 1967), chinesischer Schriftsteller, Dichter, Drehbuchautor und Regisseur
- Zhu Xi (1130–1200), chinesischer Neokonfuzianer
- Xianwei Zhu (* 1971), chinesischer Künstler
- Zhu Xiao-Mei (* 1949), chinesisch-französische Pianistin
- Zhu Xiaodan (* 1953), chinesischer Politiker, Gouverneur von Guangdong
- Zhu Xiaolin (* 1984), chinesische Marathonläuferin
- Zhu Xiaoxiang (* 1984), chinesische Geodätin und Hochschullehrerin
- Xinwen Zhu (* 1982), chinesischer Mathematiker
- Zhu Xiping (* 1962), chinesischer Mathematiker
- Zhu Xueying (* 1998), chinesische Trampolinturnerin
- Zhu Yaming (* 1994), chinesischer Dreispringer
- Zhu Yangzhu (* 1986), chinesischer Raumfahrer
- Zhu Yiaqing (* 1985), chinesische Leichtathletin
- Zhu Yingwen (* 1981), chinesische Schwimmerin
- Zhu Youlang (1623–1662), Kaiser der Südlichen Ming-Dynastie
- Zhu Yu (* 1997), chinesische Fußballtorhüterin
- Zhu Yuanzhang (1328–1398), Gründer der Ming-Dynastie, siehe Hongwu
- Zhu Yufu (* 1953), chinesischer Dissident
- Zhu Yujian (1602–1646), Kaiser der Südlichen Ming-Dynastie
- Zhu Yuling (* 1995), chinesische Tischtennisspielerin
- Zhu Yuqing (* 1963), chinesische Siebenkämpferin
- Zhu Zaiyu (1536–1610), Prinz der chinesischen Ming-Dynastie, Mathematiker und Musikwissenschaftler
- Zhu Zhi (156–224), Offizier des Wu-Reiches
- Zhu Ziqing (1898–1948), chinesischer Poet
- Zhu Ziyang (* 1996), chinesischer Eishockeyspieler
- Zhu Zhenyu (* 1999), chinesischer Biathlet
- Zhu Zhenzhen, chinesische Rollstuhltennisspielerin
- Zhu Zhiyu (1600–1682), chinesischer Patriot

## Künstlername
- Zhu (Musiker) (* 1989), US-amerikanischer DJ und Produzent